# Aegithalos niveogularis
chapim-de-garganta-branca ou chapim-rabilongo-de-garganta-branca é uma espécie de ave da família Aegithalidae.
Pode ser encontrada nos seguintes países: Índia, Nepal e Paquistão.
Os seus habitats naturais são: regiões subtropicais ou tropicais húmidas de alta altitude.